# Мира Гавриловић
Мира Гавриловић (Даљ, 21. април 1924 — Осијек, 3. април 2002) је била хрватска филмска и позоришна глумица.

## Филмографија
Глумица  |  
| Глумица | ▲ |
| ------- | - |

|           | Назив           | Улога |
| --------- | --------------- | ----- |
| 1949      | Прича о фабрици | Магда |
| 1950-te ▲ |                 |       |
| 1952      | Цигули Мигули   | /     |